# Aillon-le-Jeune
Aillon-le-Jeune là một xã thuộc tỉnh Savoie trong vùng Auvergne-Rhône-Alpes ở đông nam nước Pháp.